# Маницький Олександр Олексійович
Олександр Олексійович Маницький (16 березня 1937) — український радянський діяч, волочильник дроту Харцизького сталедротоканатного заводу Донецької області. Депутат Верховної Ради СРСР 8-го скликання.

## Біографія
У 1956—1959 роках — у Радянській армії.
З 1959 року — волочильник дроту Харцизького сталедротоканатного заводу міста Харцизька Донецької області. Ударник комуністичної праці.
Освіта середня спеціальна. Без відриву від виробництва закінчив Макіївський металургійний технікум Донецької області.
Потім — на пенсії в місті Харцизьку Донецької області.

## Нагороди
- медаль «За доблесну працю. В ознаменування 100-річчя з дня народження Володимира Ілліча Леніна» (1970)